# 军人

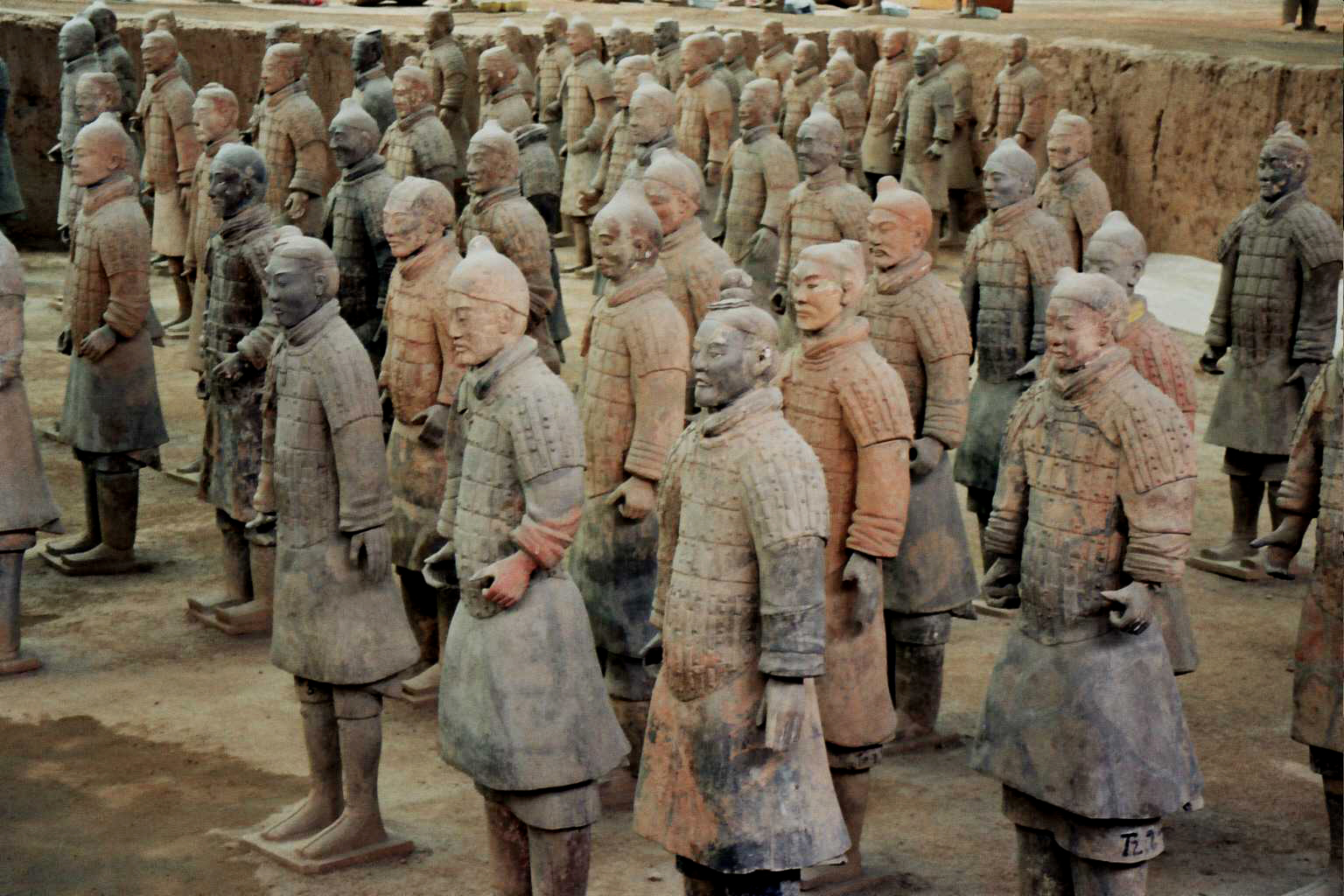
兵馬俑中的古代步兵

军人，是对国家军队中現役武職人员的称呼，類似古代的武士、騎士。其职责是保卫国家安全，保卫及守护国家边境，政府政权稳定，社会安定，有時亦參與救災等非戰鬥性工作。而「丘八」與「兵痞」是古代对兵士的中文贬义旧称，「兵油子」則是长期当兵并沾染了恶习的士兵。

## 任務

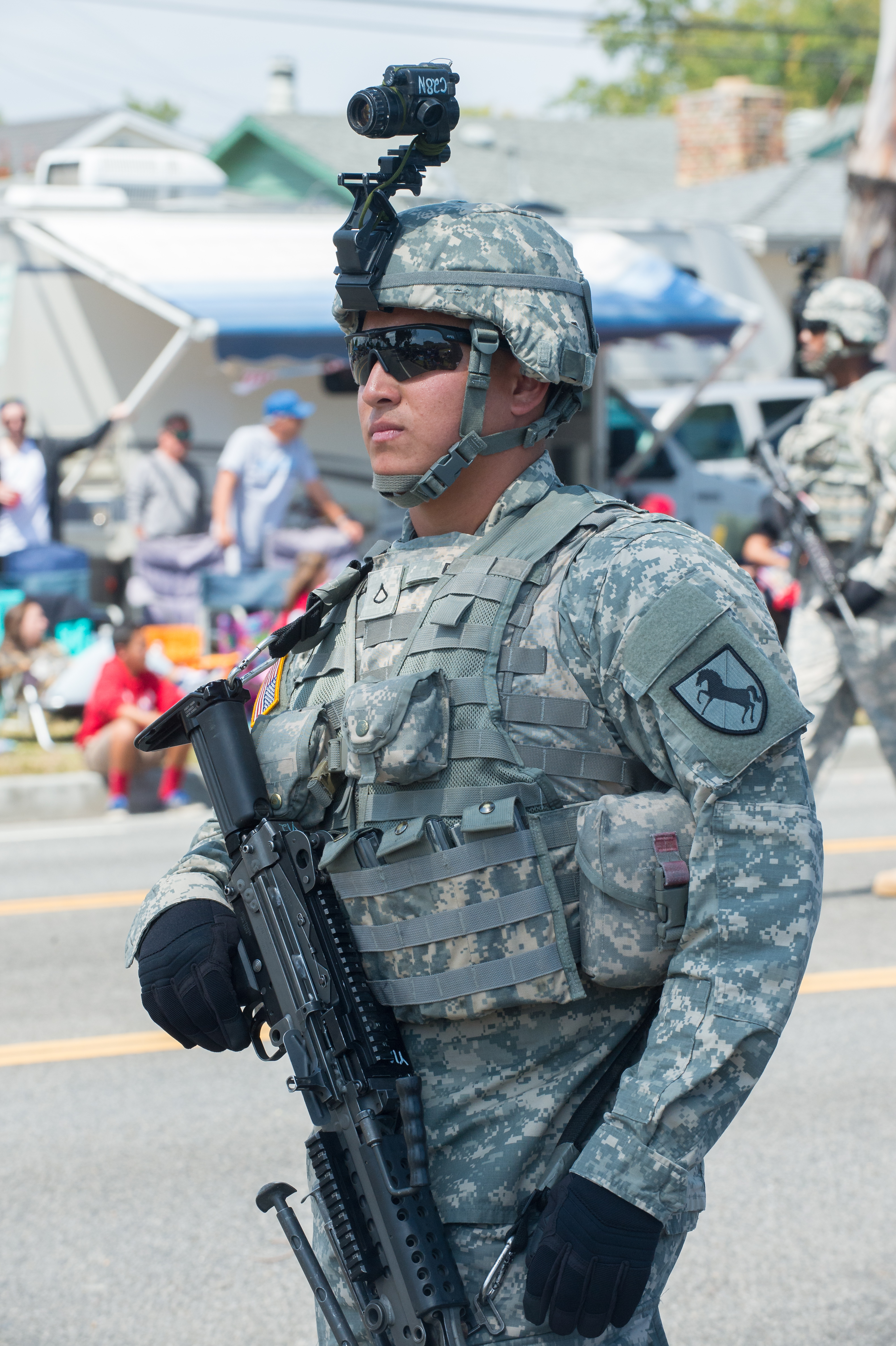
美军士兵

保卫国家安全，為國家鞏固國防力量。

## 古代編制
清朝編制：
- 將軍
- 統領
- 都統
- 提督
- 總兵
- 副將
- 參將
- 游擊
- 都司
- 守備
- 千總
- 把總

宋朝之前：
- 大將軍
- 將軍
- 校尉
- 郎將
- 司階
- 中侯
- 司戈
- 執戟長

古羅馬：
- 百夫長

## 現代編制
一般編制如下：

### 軍官

#### 元帅
1. 大元帅／特級上將（部分國家）
2. 元帅／五星上將（大部分國家）

#### 將官
1. 大將／一級上將（部分國家）
2. 上將
3. 中將
4. 少將
5. 准將（部分國家）

#### 校官
1. 大校（大部份國家無設）
2. 上校
3. 中校
4. 少校

#### 尉官
1. 大尉（大部份的國家無設）
2. 上尉
3. 中尉
4. 少尉
5. 准尉（大部份國家無設）
6. 待任軍官已畢業學生、部份國家軍校軍官班學員等。

### 士官、士兵
軍士長（士官長）
1. 一等軍士長（一等士官長）
2. 二等軍士長（二等士官長）
3. 三等軍士長（三等士官長）

#### 士官
1. 大士（大部份國家無設）
2. 上士
3. 中士
4. 下士

#### 士兵
1. 上等兵（部分國家）
2. 一等兵（部分國家）
3. 二等兵（部分國家）
4. 列兵（部分國家）

### 引用
1. ↑  《太平御览》卷四○○引《续晋阳秋》：“苻坚之遣慕容垂，侍中权翼諫不听。於是翼乃夜私遣壮士要路而击之。垂是夜梦行路，路穷。顾见孔子墓傍坟有八。觉而心恶之。召占梦者占之，曰：‘行路穷，道尽也，不可行。孔子名丘，“八”以配“丘”，此兵字，路必有伏兵。’”
2. ↑  李六如《六十年的变迁》第二卷第十一章：“快要过阴历年了。有少数兵油子造谣生事，说 滇 桂 军提前发双饷， 湘 军苦，没有干头。”